# Andy Samberg
David Andrew John Samberg, dit Andy Samberg né le 18 août 1978 à Berkeley (Californie), est un humoriste, acteur, producteur de cinéma et musicien américain. Il fait notamment partie de la troupe comique The Lonely Island et participe au Saturday Night Live de 2005 à 2012. Samberg est connu du grand public pour son rôle de Jake Peralta dans la série télévisée Brooklyn Nine-Nine (2013-2021),.
Il présente les MTV Movie Awards 2009, les Film Independent's Spirit Awards en 2013, les 67e Emmy Awards en 2015, ainsi que la 76e cérémonie des Golden Globes aux côtés de Sandra Oh en 2019.

## Biographie
Andrew David Samberg naît le 18 août 1978 à Berkeley en Californie,. Il est le fils de Marjorie Isabel Samberg dite Margi, une enseignante et de Joseph Samberg dit Joe, un photographe,. Il a deux sœurs, prénommées Johanna et Darrow. Andy Samberg a été élevé dans la religion juive, mais se déclare aujourd'hui « pas particulièrement religieux ».
Il a fréquenté l'école primaire avec l'actrice Chelsea Peretti (sa co-star dans la série Brooklyn Nine-Nine). En 1996, il sort diplômé de la Berkeley High School (en), où il s’est intéressé de près à l'écriture créative et a déclaré que les cours d’écriture « étaient ceux dans lesquels [il] mettait tous ses efforts […] c’était ce dont il se souciait et c'est ce qu'il a fini par faire ». Durant deux ans, il a étudié à l'université de Californie à Santa Cruz, avant d'étudier à la Tisch School of the Arts à l'université de New York, où il a obtenu son diplôme en 2000.

### Vie privée
Samberg est marié à la musicienne Joanna Newsom. Il se décrit comme étant un « superfan ». Le couple s'est rencontré à l'un de ses concerts,. Après cinq années de relation, ils se sont mariés le 21 septembre 2013 à Big Sur, en Californie,. En mars 2014, ils ont acheté la Moorcrest à Los Angeles, en Californie. En août 2017, ils accueillent leur premier enfant, une fille.

## Filmographie

### Cinéma
- 2007 : Hot Rod : Rod Kimble
- 2008 : Les Chimpanzés de l'espace (Space Chimps) : Ham III (voix)
- 2008 : Une nuit à New York (Nick and Norah's Infinite Playlist) : le sans-abri
- 2009 : I Love You, Man : Robbie Klaven
- 2009 : Tempête de boulettes géantes (Cloudy with a Chance of Meatballs) : 'Baby' Brent (voix)
- 2011 : Sexe entre amis (Friends with Benefits) : Quincy
- 2011 : Sex List (What's Your Number?) : Gerry Perry
- 2012 : Celeste and Jesse Forever : Jesse
- 2012 : Crazy Dad (That's My Boy) : Todd Peterson
- 2012 : Hôtel Transylvanie : Jonathan (voix)
- 2013 : Copains pour toujours 2 (Grown Ups 2) : Male Cheerleader
- 2013 : The Sex List de Maggie Carey : Van
- 2013 : L'Île des Miam-nimaux : Tempête de boulettes géantes 2 (Cloudy with a Chance of Meatballs 2) : Brent McHale (voix)
- 2014 : Nos pires voisins (Neighbors) de Nicholas Stoller : Toga #1
- 2015 : Hôtel Transylvanie 2 (Hotel Transylvania 2) : Jonathan (voix)
- 2016 : Popstar : Célèbre à tout prix (Popstar: Never Stop Never Stopping) de Akiva Schaffer et Jorma Taccone : Conner
- 2016 : Cigognes et compagnie (Storks) : Junior (voix)
- 2017 : L'Autoroute (Take the 10) : Johnny
- 2017 : Brigsby Bear de Dave McCary (également producteur)
- 2018 : Hôtel Transylvanie 3 : Des vacances monstrueuses: Jonathan (voix)
- 2020 : Palm Springs de Max Barbakow : Nyles
- 2021 : America : Le Film (America: The Motion Picture) de Matt Thompson : Benedict Arnold (voix)
- 2022 : Tic et Tac, les rangers du risque (Chip 'n Dale: Rescue Rangers) d'Akiva Schaffer : Tac (Dale en VO - voix)
- 2023 : Spider-Man : Across the Spider-Verse de Joaquim Dos Santos (en), Kemp Powers et Justin K. Thompson : Scarlet Spider (voix)
- 2023 : Lee Miller d'Ellen Kuras : David E. Scherman
- 2025 : La Guerre des Rose (The Roses) de Jay Roach

### Télévision
- 2005 : Arrested Development (série télévisée) : Stage Manager (épisode Righteous Brothers)
- 2005-2013 : Saturday Night Live : rôles variés
- 2010 : Parks and Recreation (série télévisée) : Carl Lorthner (saison 2 épisode 19 : Park Safety)
- 2010 : Freaknik: The Musical (téléfilm) : Chad (voix)
- 2012 : Cuckoo (série télévisée) : Cuckoo
- 2013-2021 : Brooklyn Nine-Nine (série télévisée) : Detective Jacob "Jake" Peralta - également producteur exécutif
- 2015 : Sept jours en enfer (court-métrage) de Jake Szymanski : Aaron Williams
- 2016 : New Girl (série télévisée) : Détective Jacob "Jake" Peralta Saison 6 : épisode 4
- 2017 : Pharmacy Road (documentaire parodique) de Jake Szymanski : Marty Hass
- 2019 : Dark Crystal : Le Temps de la résistance : skekGra, l'hérétique (voix)
- 2019 : The Unauthorized Bash Brothers Experience : Jose Canseco
- 2020 : Mes premières fois  : le narrateur de la vie de Ben (voix - saison 1, épisode 6 et saison 2, épisode 3)

## Distinctions
| Année | Cérémonie                               | Titre                                                        | Nomination                          | Résultat   |
| ----- | --------------------------------------- | ------------------------------------------------------------ | ----------------------------------- | ---------- |
| 2007  | 59e cérémonie des Primetime Emmy Awards | Meilleure paroles et meilleure musique originale             | Dick in a Box (Saturday Night Live) | Lauréat    |
| 2014  | American Comedy Awards                  | Meilleur acteur dans une comédie télévisée                   | Brooklyn Nine-Nine                  | Lauréat    |
| 2014  | 71e cérémonie des Golden Globes         | Meilleur acteur dans une série télévisée musicale ou comique | Brooklyn Nine-Nine                  | Lauréat    |
| 2014  | EWwy Award                              | Meilleur acteur dans un comédie                              | Brooklyn Nine-Nine                  | Nomination |
| 2017  | 19e cérémonie des Teen Choice Awards    | Meilleur acteur dans une série télévisée comique             | Brooklyn Nine-Nine                  | Nomination |
| 2021  | Golden Globes 2021                      | Meilleur acteur dans un film musical ou une comédie          | Palm Springs                        | Nomination |
| 2021  | 25e cérémonie des Satellite Awards      | Meilleur acteur dans un film comédie ou musical              | Palm Springs                        | Nomination |

## Voix francophones
En version française, Andy Samberg est dans un premier temps doublé par Damien Ferrette dans Hot Rod et I Love You, Man. Par la suite, Emmanuel Garijo devient sa voix régulière, le doublant dans Sexe entre amis, Popstar : Célèbre à tout prix, Brooklyn Nine-Nine ou encore Palm Springs.